# Nordens Venedig
Nordens Venedig är ett smeknamn som på svenska oftast syftar på Stockholm, men används även om ett stort antal andra städer som liksom Venedig är byggda på öar eller har kanaler.
Utöver Stockholm har smeknamnet Nordens Venedig även associerats till Arendal och Ålesund  i Norge, Uddevalla (Bäveån), samt Amsterdam, Berlin, Brygge
, Hamburg, Haapsalu, Oxford, Pender Harbour i Kanada, S:t Petersburg, Wrocław och flera andra städer. Förutom Stockholm och Arendal avses med "Norden" inte området Norden utan ett obestämt område i norr eller i vart fall norr om Venedig.
Uttrycket Nordens Venedig har även använts för Eskilstuna av dess konstmuseum i samband med konstevenemang, med association till Venedigbiennalen.

## Stockholm som Nordens Venedig
Uttryckets ursprung är inte klarlagt, men kan komma från den tyske humanisten och geografen Jakob Ziegler. I verket Schondia skrev han år 1532 om Stockholm att: Detta är svenskarnas borg och handelsplats, befäst både genom natur och konst. Den är belägen på vattnet liksom Venedig.
Namnet antas även komma av att de närmast vattnet byggda husen i Gamla stan (bland annat längs Skeppsbron) är grundlagda på träpålar på liknande sätt som i Venedig.
| Stockholms stadshus |  | Kampanilen och Dogepalatset |
| Stockholms stadshus |  | Kampanilen och Dogepalatset |

Arkitekten bakom Stockholms stadshus, Ragnar Östberg, lär även ha inspirerats av den berömda kampanilen vid Markuskyrkan och Dogepalatset i Venedig.
Ytterligare en referens till Venedig är statyerna vid Blasieholmstorg, som är avgjutningar från motsvarande statyer på Markusplatsen i Venedig.

### Citat
- "Stockholm, staden som simmar på vattnet" (Selma Lagerlöf).

## S:t Petersburg som nordens Venedig
Det skall enligt uppgift ha varit Johann Wolfgang von Goethe som myntade uttrycket nordens Venedig för S:t Petersburg.